# Heinz Peter Knes
Heinz Peter Knes est un artiste né en 1969 à Gemünden am Main, en Allemagne.

## Biographie
Heinz Peter Knes étudie la photo à la Fachhochschule de Dortmund, de 1993 à 1999. Depuis 2001, il vit et travaille à Berlin. Ses œuvres sont régulièrement publiées dans de nombreux magazines internationaux, notamment Spex, 032c, Dutch, Purple, Readymade, Freier, i-D, Art Review, Butt et Nylon. En 1998 il participe à la création d'une revue photo, Strahlung.  
Knes acquiert une certaine célébrité hors de son pays lorsque le magazine Butt publie ses photos en première de couverture. Il renouvellera cette collaboration plusieurs fois. Ses contributions ont d'ailleurs été réunis dans une anthologie, Best of Butt, publiée par Taschen et réalisé avec la rédaction de Butt et le photographe allemand Wolfgang Tillmans.
L'œuvre de Knes a fait l'objet de multiples expositions au cours des dernières années, à New York, Oslo, Paris, Los Angeles, Amsterdam, Berlin et Cologne. En 2008, le Musée Cobra d'art moderne exposera l'une de ses séries de portraits dans l'exposition "Gewoon Anders/ Just Different". On pouvait y voir le portrait de Genesis P-Orridge en transsexuelle. L'exposition mettait en abîme les questions de genre et la politique.
Knes travaille également pour la griffe "Bless" et collabore avec "Postweiler/Hauber", qui utilisera les photos de l'artiste pour la conception de l'A/W09/10 - Collection "Ausbau".
Il est exposé à la galerie berlinoise Crone, qui réunit les travaux des artistes allemands comme Rosemarie Trockel, Marcel Odenbach, Amelie von Wulffen et Norbert Bisky.
Heinz Peter Knes vit et travaille alternativement à Berlin et New York.